# 加藤治子
加藤 治子（日语：かとう はるこ，1922年11月24日—2015年11月2日）是日本東京赤坂區出身的女演員。

## 生平
加藤治子於1922年11月24日出生於東京市赤坂區（現東京都港區）。經過在演技派訓練之後，她於1939年加入了東寶電影公司，並於同年在電影『花つみ日記』為出道作。
她於1946年與劇作家加藤道夫結婚，但他於1953年離世。她於1958年與男演員高橋昌也結婚，但他們於1973年離婚。
加藤治子於2015年11月2日因心臟衰竭而在東京的家中離世，享年92歲。

## 得獎
2002年，加藤治子榮獲寶冠章。

## 外部連結
- 加藤治子在互联网电影资料库（IMDb）上的資料（英文）
- 加藤治子在Allcinema電影及DVD數據庫上的資料（页面存档备份，存于） （日語）
- 加藤治子在Moview Walker數據庫上的資料（页面存档备份，存于） （日語）